# Банин (писательница)
Бани́н (фр. Banine; при рождении — Умм эль-Бану́ Мирза кызы Асадулла́ева — азерб. Ümmülbanu Mirzə qızı Əsədullayeva; 1905—1992) — французская  писательница и мемуарист азербайджанского происхождения.

## Биография
Родилась в январе 1905 года в семье бакинского нефтепромышленника Мирзы Асадуллаева, получила хорошее домашнее образование, изучала европейские языки. Её мать, Уммульбану, была дочерью другого нефтяного магната Мусы Нагиева; умерла при сложных родах. После установления Советской власти в Баку её семья отправилась в Турцию, а с 1924 года обосновалась в Париже.
В Париже ей пришлось поработать продавщицей, манекенщицей, продолжить образование. Затем она начинает заниматься переводами, журналистикой, редактирует на радио передачи на французском языке.
Постепенно Банин входит в литературные круги Парижа, становится известной среди русских писателей-эмигрантов, которые составляли особый слой эмигрантской элиты. Здесь в числе её знакомых были философы Бердяев, Шестов, Лосский, поэты и писатели В. Иванов, М. Цветаева, К. Бальмонт, И. Северянин, Иван Бунин, Тэффи, Ремизов, Мережковский и его жена З. Гиппиус, Куприн, Зайцев, Адамович. В своих воспоминаниях Банин особенно выделяет Тэффи и Ивана Бунина, которые входили в круг её близких друзей.
Будучи мусульманкой по рождению, в 1956 году Банин отреклась от ислама и перешла в католичество.
Умерла Банин в возрасте 87 лет, могилы нет, своё тело Банин завещала медицинскому университету. И хотя она оставила большое литературное наследие, включающее романы, публицистику, переводы, дневники и письма, а также переиздания её книг и незаконченные рукописи, её творчество в целом мало известно в Азербайджане. Лишь в 1988 году в Баку на азербайджанском языке увидел свет её роман «Кавказские дни» (в переводе с французского Гамлета Годжаева). Стали появляться заметки и сообщения о ней и её творчестве. Однако обширное наследие, оставленное замечательной писательницей, все ещё ждет своих издателей и исследователей.

## Творчество
Первый роман Банин «Нами» (1943), повествовавший о событиях в Азербайджане в предреволюционный период и о социально-политической катастрофе, затронувшей все слои общества, не имел особого успеха. Однако это не остановило Банин, спустя два года она опубликовала роман «Кавказские дни» (1945), сделавший её имя известным французскому читателю.
В этом романе, носившем автобиографический характер, писательница воссоздает картины детства, милые сердцу сцены дореволюционной поры, портреты своих родственников, деда со стороны матери Мусы Нагиева — известного миллионера, другого деда, Шамси Асадуллаева, тоже миллионера, своего отца — Мирзы Асадуллаева, ставшего в правительстве Азербайджанской Демократической Республики министром торговли, взаимоотношения между родными и близкими.
Её описания воссоздают биографию писательницы, историю известных домов бакинских нефтепромышленников, реалии и колорит эпохи, атмосферу детства, обычаи и нравы, народные праздники и обряды. Роман запечатлел отношения юной героини с окружающими её людьми, умонастроения и взгляды современников, их отношение к событиям переломного времени.
С описаний своего дома, апшеронской дачи с их домочадцами внимание автора переключается на события, повлиявшие на её судьбу и жизнь её родственников. Это — приход Красной Армии в Баку, установление Советской власти: на этом фоне и воссоздаются дальнейшие злоключения семьи. Банин, в частности, рассказывает, что по завещанию деда она (ей тогда было 13 лет) и три её старшие сестры стали миллионерами. Однако спустя несколько дней, с приходом большевиков, они в одночасье потеряли свои богатства, оказались перед необходимостью покинуть родину.
Вслед за романом «Кавказские дни» одна за другой выходят новые книги Банин: «Парижские дни» (1947), «Встречи с Эрнстом Юнгером» (1951), «Я избрала опиум» (1959), «После» (1961), «Иностранная Франция» (1968), «Зов последней надежды» (1971), «Портрет Эрнста Юнгера» (1971), «Многоликий Юнгер» (1989), «Что мне поведала Мария» (1991).
Условно творчество Банин можно разделить на две части: произведения, в которых воспроизводится азербайджанская тема, мотивы, воспоминания и ретроспекция, и те, что относятся к французской, европейской тематике. Хотя в большинстве известных нам её книг присутствует автобиографический фактор; она сама, как автор, принадлежит к двум мирам: Востоку и азербайджанским корням, восточной ментальности и миру европейскому — по образованию и образу жизни. Это проявляется и в общей творческой ориентации на европейского читателя, которому она пытается открыть свой мир, все то, что связывает её с восточной традицией — свойство, обнаруживающееся у тех азербайджанских писателей-эмигрантов, которые пытаются не только понять иную традицию, но и быть понятыми на чужбине.
С другой стороны, это и прием, позволяющий через себя, собственную жизнь, опыт и мировосприятие обратить внимание на малоизвестные читателю события, факты, судьбы людей, неординарных, представляющих интерес и для европейского читателя.
Это прежде всего темы, связанные с её родиной, где произошли события, повлиявшие на весь ход мирового развития: рухнул капиталистический строй и возникла новая «советская система». Как это произошло, чем было вызвано, какие последствия имело?.. Это было любопытно для европейского читателя, и писательница пыталась удовлетворить его любопытство.
Но если её первый роман «Нами» лишь воспроизводил «общие черты» менявшегося времени, то роман «Кавказские дни» стал более конкретным в воссоздании событий, трагических для неё и её семьи, всего сословия богачей и нефтепромышленников, в одночасье потерявших власть, богатство, привилегии, комфорт, жизненные блага и удобства. Это уже было личное, сама её жизнь, судьба, истории её близких, словом, это была та литература, которая вписывалась в поток произведений, воссоздававших крушение старого мира. Но в отличие от романов и повестей советских авторов («Шамо» С. Рагимова, «Мир рушится» М. Джалала и др.) это был взгляд другими глазами — не просто очевидца, но жертвы крушения.
В этой связи начинает мощно проявлять себя новое качество её творческой манеры — автобиографичность, точнее, даже документальность, фактографичность, делающие повествование реалистическим и, что важно, убедительным и правдивым свидетельством участника событий. Это становится важным свойством всей прозы Банин. Если «кавказская» или «азербайджанская тема» удовлетворяла познавательный интерес французского и, шире, европейского читателя в предвоенные годы (20—40-е), то в дальнейшем Банин определила для себя ещё один плодоносный творческий пласт — жизнь человека, оказавшегося в эмиграции.
Эмигрантская тема позволила свежим взглядом охватить разные стороны образа жизни, быта, людских взаимоотношений в «стране обитания» — и взглянуть на себя, свою собственную жизнь и судьбу как бы со стороны, непредвзято, осмысляя причины и обстоятельства, приведшие к эмиграции. Дать возможность читателям, представляющим коренное население страны, увидеть и понять положение и состояние людей, оказавшихся в этих новых условиях, рядом с хозяевами жизни, как бы людьми второго сорта… Конечно, речь идет о русской эмиграции, об эмигрантах из Советского Союза, к которым причисляла и себя Банин.
Она писала в газете «Фигаро» (от 2 декабря 1991 г.): 

Русская эмиграция состояла из представителей всех классов общества: от белогвардейцев до звезд балета, от дворян до писателей, от священников до вольнодумцев. От философов до миллионеров.
Эти люди представляли не только все сословия, но и все национальности, все народы, жившие в пределах царской империи, от Балтики до Кавказа. Из них можно было бы воссоздать Российскую империю в миниатюре.
Сначала русские эмигранты составляли в Париже нечто вроде гетто, которое Тэффи — романистка, малоизвестная здесь, но популярная в России, описала с присущей ей живостью и язвительностью в повести «Городок».
Этот городок насчитывал 40 000 жителей, одну церковь и множество кабаков.
Городок пересекала речушка. Когда-то в древности её называли Секана, потом Сена, потом, когда городок разросся вокруг неё, её стали называть «нашей маленькой Невой». Обитатели жили компактно, или в предместье Пасси, или в районе «Рив гош». Население городка состояло из мужчин и женщин, подрастающего поколения, а также из генералов, которые жили в долг и писали мемуары с целью прославить имя автора и навлечь позор на головы соотечественников.

У Банин, когда она повернулась в сторону русской или, лучше сказать, собственной эмиграции, не было желания «прославиться» или «позорить» соотечественников. В отношении к новым властям в своем родном Азербайджане она не проявила ненависти или даже неприязни в открытой, инвективной форме, описывая все, как есть, и этой объективной манерой повествования достигала большей выразительности и достоверности в описании классового противника. Впрочем, и в описании своей родни и близких, которых коснулась катастрофа, она также исходила из внешне беспристрастной повествовательной манеры.
Главным, чем держалось повествование «парижских» книг Банин, был психологизм, умение пропустить историю через собственное, субъективное, но во многом справедливое восприятие автора — тонко чувствующей и эмоционально отзывчивой женщины. Интеллектуалки и художника, способной воспроизвести тончайшие, казалось бы, почти неуловимые психологические черты и настроения героя.
В этом смысле в азербайджанской литературе XX века, тем более в «женском» её «звене», трудно найти писателя, который так реалистично, с учётом социально-психологического состояния и взаимоотношений персонажей, смог бы создать «историю любви», или, точнее, «неразделенного чувства», как это сделала Банин в романе «Последний поединок Бунина». Сделала тонко и корректно по отношению к немолодому писателю-эмигранту, раскрывшему ей свои чувства.
«Любви все возрасты покорны», — сказал поэт. И Банин-рассказчица это понимает и стремится вскрыть её психологическую подпочву, показать любовь-игру, любовь, которая возвышает и стимулирует творческую натуру: её, Банин, и её «визави» в романе — Ивана Бунина, уже достигшего лавров нобелевского лауреата. Она поддерживает этот «огонь» влечения мастера к женщине «экзотической» и своенравной, какой видит её в романе герой. Она могла бы сразу же затушить этот «огонь», отвергнув его чувства, повернуть «тему» в другую сторону. Но ведь она — женщина, которой не чужды кокетство, перемены в настроениях, в отношении к мужчине, проявляющему к ней интерес…
Это может представить интерес и для неё: ведь её партнёр достоин всяческого внимания. И как личность, и как писатель, живой классик, и как один из мэтров русской эмиграции, за которым ведут наблюдение советские власти, подсылая к нему своих представителей, чтобы вернуть на родину, суля привилегии, гонорары, дачу, всяческие блага…
Но в ещё большей степени он — её герой, герой её романа. Той любовной истории, которая, возникнув между ними, не стала взаимной, а приняла черты любви-страдания, любовной игры, в которой участвуют оба: он — немолодой мужчина, избалованный всеобщим вниманием, и она — писательница, для которой эта история дает благодатный материал, возможность показать известную в России и в мире личность вблизи, на закате творчества, в эмигрантских буднях — с близкой дистанции.
Банин не идеализирует Бунина в своем романе, воспроизводит его образ с учётом уже сложившегося о нём представления в эмигрантской среде, добавляет подробности и детали, показывает слабости, поведение в быту, черты характера, взаимоотношения в семье, с женой, с другими женщинами.
Особый интерес представляют страницы, посвященные Константину Симонову и его жене актрисе Валентине Серовой, пытавшихся, как пишет Банин, прельстить Бунина обещаниями благополучия и вернуть его на родину…
Этот рассказ, достоверный в деталях, создает представление о Бунине как человеке, верном своим принципам и убеждениям, представляя его в истинном свете: патриотом, не изменившим убеждениям и не поддавшимся посулам, несмотря на денежные затруднения и нелегкую жизнь эмигранта.
Роман «Последний поединок Бунина» — несомненная удача Банин, сумевшей из личной истории сотворить историю любви, которая разворачивается на наших глазах со всеми её перипетиями; от первого знакомства до новых встреч, где есть и ссоры, и обиды, и надежда на взаимность, и горькое ощущение бесперспективности отношений…
Банин создает образную систему из причудливого соединения фактов, событий, с открытым для дальнейшего движения сюжетом, который развивается в соответствии с психологическими и эмоциональными состояниями персонажей. Она не дает поблажки ни одному из них, пытаясь быть правдивой и объективной до конца, доверяя в оценках и выводах читателю.

## Банин и Эрнст Юнгер
Другая страница творчества Банин открывается историей её сложных взаимоотношений с известным немецким писателем, философом и ученым-энтомологом Эрнстом Юнгером, с которым она познакомилась в 1943 году, когда тот, офицер германской армии, служил в Париже.
Юнгер — человек либеральных взглядов, осуждавший  фашизм, — автор таких книг, как «В стальных грозах», «На мраморных утесах», ещё до войны снискавших ему широкую известность . В 1942 году, находясь в завоеванном немцами Париже, Банин читает роман "На мраморных утесах" по настоянию своего друга и поражается литературным стилем и смелостью его автора. Она отправляет Юнгеру, живущему неподалёку, письмо с восхищением и прикладывает к нему свою первую книгу "Нами". "Юнгер ответил мне незамедлительно", – пишет Банин в своих первых опубликованных воспоминаниях. Так началось знакомство, продолжавшееся вплоть до смерти писательницы. Банин стала посредником Эрнста Юнгера в его литературных делах в Париже, переводила его статьи на французский, посвятила ему три книги — «Встречи с Эрнстом Юнгером», «Портрет Эрнста Юнгера», «Многоликий Юнгер». 

## Связь с родиной
Живя в Париже, Банин не была отгорожена от своей далекой родины, живо интересовалась процессами, происходившими в Азербайджане. Во Франции она снискала славу французской писательницы. Да и в советской печати того времени («Неделя», 1987, N№ 18) её творчество также относят к французской литературе. Вопрос, заслуживающий того, чтобы стать объектом специального исследования в азербайджанской литературоведческой науке. Ответ на этот вопрос, ясный и недвусмысленный, дала сама писательница, когда в тяжелые для азербайджанского народа дни выступила во французской газете «Монд» (20 января 1990 г.), где её статью под заголовком «Нагорный Карабах» предваряла редакционная ремарка: «Азербайджанскую точку зрения выражает азербайджанская писательница Ум-эль-Бану». В этой статье Банин дает информацию о Карабахе, армянах, пришедших на азербайджанские земли ещё в начале XIX века, переселенных царским правительством в результате войны с Ираном и Турцией. Она говорит о давних притязаниях армян на азербайджанские земли, о связях дашнаков с большевиками и совместных их акциях против азербайджанского народа. «В то время как часто говорят об армянах как „жертвах“ Османского империализма, почему-то никто не говорит о тех зверствах, которые армяне учинили в Азербайджане в прошлом», — пишет Банин, выражая тем самым и свою приверженность как патриотки, «своё возмущение как человека честного и объективного». 
В год выхода в Азербайджане книги её воспоминаний "Кавказские дни" Банин подумывала приехать на родину в Баку, однако когда в Нагорном Карабахе начались боевые действия, Банин отказалась от планов этой поездки. 

## Деятельность
Будучи известной во Франции романисткой, Банин занималась и публицистикой, а также переводами: она переводила на французский язык художественную литературу с русского, английского и немецкого. Банин перевела на французский язык дневник старшей дочери Л.Н.Толстого Татьяны Сухотиной-Толстой, книга вышла в 1953 году во французском издательстве Plon с предисловием Андре Моруа. В последние годы писательница работала над романом о Богоматери — «То, что мне рассказала Мария». Свой архив — книги, письма, документы — она передала немецкому писателю Рольфу Штюрмеру.